# Fuchiba montana
Espèce
Fuchiba montana est une espèce d'araignées aranéomorphes de la famille des Trachelidae.

## Distribution
Cette espèce se rencontre en Afrique du Sud et au Lesotho.

## Description
Le mâle holotype mesure 4,28 mm et les femelles de 3,13 à 3,70 mm.

## Publication originale
- Haddad & Lyle, 2008 : Three new genera of tracheline sac spiders from southern Africa (Araneae: Corinnidae). African Invertebrates, vol. 49, no 2, p. 37-76.